# Ricardo Chávez
Ricardo Chávez  (Mexikóváros, Mexikó, 1965. november 24. –) mexikói színész.

## Élete és pályafutása
1965. november 24-én született Mexikóvárosban. Első szerepét 1985-ben kapta. 2004-ben a Telemundóhoz szerződött, ahol a Prisionera című telenovellában kapott szerepet. 2006-ban a Második esélyben Miguel szerepét játszotta. 2008-ban az El juramento című sorozatban megkapta Justo Romero szerepét. 2013-ban összejött Sonya Smithtel, akivel  a Marido en alquilerben játszott együtt.

## Filmográfia
| Év        | Cím                                           | Szerep                       | TV stúdió            |
| --------- | --------------------------------------------- | ---------------------------- | -------------------- |
| 1985      | El Rey Lear                                   |                              | Channel 11           |
| 1985      | Senda de gloria                               |                              | Televisa             |
| 1986      | La telaraña                                   |                              |                      |
| 1987      | La vida de Augustin Lara                      |                              | Televisa             |
| 1999      | Cuento de Navidad                             |                              |                      |
| 1999      | Por tu amor (Szeretni bolondulásig)           |                              | Televisa             |
| 1999      | Mujeres engañadas                             |                              | Televisa             |
| 1999      | Tres mujeres                                  | Rogelio                      | Televisa             |
| 1999-2001 | Mujer, casos de la vida real                  |                              |                      |
| 2000      | Primer amor... a mil por hora (Első szerelem) | Sebastián Olivares           | Televisa             |
| 2000      | Abrázame muy fuerte (María del Carmen)        | Motor                        | Televisa             |
| 2001      | Aventuras en el tiempo                        | Octavio                      | Televisa             |
| 2002      | Vale todo                                     | Felipe                       | Globo                |
| 2002      | ¡Vivan los niños! (Hajrá skacok)              | Uriel                        | Televisa             |
| 2004      | Prisionera                                    | Santiago Mesa                | Telemundo            |
| 2005      | Decisiones                                    | Benjamin                     | Telemundo            |
| 2006      | South Beach                                   | Casper Diaz                  | Paramount Television |
| 2005-2007 | Decisiones                                    | Benjamin / Ernesto / Horacio | Telemundo            |
| 2006      | Tierra de pasiones (Második esély)            | Miguel Valdez                | Telemundo            |
| 2006      | Lottery!                                      | Julian                       |                      |
| 2007      | Dame chocolate                                | Diosdado Amado               | Telemundo            |
| 2008      | El juramento                                  | Justo Romero                 | Telemundo            |
| 2013      | Marido en alquiler                            | Gabriel Rodríguez            | Telemundo            |
| 2014      | Tierra de reyes                               | Ignacio del Junco            | Telemundo            |